# Pintura Roja
Pintura Roja es una agrupación musical peruana, conocida en los años 1980 por ser mayor exponente del género chicha en el país. Fue fundada en Lima en 1983. Marcó un hito por incluir mujeres en la música popular, además de contar un integrante femenino como líder.

## Historia
La agrupación fue fundada en 1983 por Alejandro Zárate, guitarrista que se desempeñó en otras agrupaciones suyas como Los Dinámicos. Formada por jóvenes de La Victoria, originalmente el nombre del grupo iba a ser Pintura Fresca pero fue cambiado a Pintura Roja, luego que las banderolas promocionales se mancharan con pintura de color rojo durante su elaboración.
Alrededor de 1984 se estrenó su LP Yo soy la cumbia. Si bien entró en la escena con el tema «¡Oh, Virgen María!» en pleno conflicto armado interno, la agrupación ganó fama para finales de la década de 1980 por el tema «El teléfono» (1985, aunque fue promocionada en 1987), interpretada por la vocalista principal Princesita Mily. La canción tuvo tanto éxito en la Lima popular que el fundador señaló que «muchos artistas graban nuestras canciones», además que fue versionada en Ecuador y Colombia. Mily renunció como vocalista en 1986 (aunque tuvo apariciones continuas en 1990) pero en 2022 el grupo se presentó en el Gran Teatro Nacional para recibir un homenaje hacia la exvocalista, quien falleció al año siguiente.
Desde los años 2010, Pili Catalán es la vocalista principal de la agrupación, que se mantiene en la actualidad. Durante su formación, también fue cuna de varios artistas como la Muñequita Sally, Toño Centella y Johnny Orosco. Además destacaron otras interpretaciones como «Dile la verdad» y «Cusqueñito». En 2018, destacó en la radio local la versión de «Amárrame».

## Discografía
| Durante su trayectoria musical han grabado más de 50 producciones. - 1984: Yo Soy la Cumbia - 1985: Pinceladas Musicales - 1986: Siempre Juntos - 1987: La Fuerza Musical De Pintura Roja - 1988: Sueños - 1989: Arrollando - 1989: Pintura Corazón - 1990: Siempre Contigo - 1991: Pintura Roja en Chile - 1994: La Maquina Musical - 1994: 10 Años de Oro - 1996: Un Nuevo Amanecer - 1997: Y Sus Mejores Éxitos (En Vivo Año 1997) - 1998: En Vivo - 1998: ¡14 Años de Éxito! - 1999: Enamorada ....de ti - 1999: En Vivo - 2000: Hipócrita - 2001: Lo Nuevo Y Lo Mejor - 2005: Mis Primeros Éxitos - 1998: Yo Soy La Cumbia - 1999: Hoy Y Siempre - 2022: Baila, Baila con... | - 1985: "Ave Herida / Celos" - 1985: "Ave Herida / Celos" |